# National Rugby League 1913
La New South Wales Rugby Football League de 1913 fue la sexta temporada del torneo de rugby league más importante de Australia.

## Formato
Los clubes se enfrentaron en una fase regular de todos con todos en condición de local y de visitante, el equipo mejor ubicado al terminar la fase regular se corona campeón del torneo.
Se otorgaron 2 puntos por el triunfo, 1 por el empate y ninguno por la derrota.

## Desarrollo

### Tabla de posiciones
| Pos. | Equipo                  | Encuentros | Encuentros | Encuentros | Encuentros | Tantos | Tantos | Tantos | Puntos |
| Pos. | Equipo                  | PJ         | PG         | PE         | PP         | F      | C      | Dif    | Puntos |
| ---- | ----------------------- | ---------- | ---------- | ---------- | ---------- | ------ | ------ | ------ | ------ |
| 1    | Eastern Suburbs         | 14         | 12         | 0          | 2          | 227    | 118    | +109   | 24     |
| 2    | Newtown Jets            | 14         | 10         | 1          | 3          | 203    | 135    | +68    | 21     |
| 3    | South Sydney            | 14         | 9          | 0          | 5          | 200    | 132    | +68    | 18     |
| 4    | Glebe                   | 14         | 8          | 0          | 6          | 198    | 161    | +37    | 16     |
| 5    | North Sydney Bears      | 14         | 5          | 2          | 7          | 199    | 193    | +6     | 12     |
| 6    | Balmain                 | 14         | 4          | 1          | 9          | 83     | 135    | -52    | 9      |
| 7    | Annandale               | 14         | 3          | 0          | 11         | 119    | 219    | -100   | 6      |
| 8    | Western Suburbs Magpies | 14         | 3          | 0          | 11         | 115    | 251    | -136   | 6      |

|  | Campeón. |

| Bandera de Australia    |
| Campeón Eastern Suburbs |
| Tercer título           |